# Catachlorops fumipennis
Catachlorops fumipennis är en tvåvingeart som beskrevs av Krober 1931. Catachlorops fumipennis ingår i släktet Catachlorops och familjen bromsar. Inga underarter finns listade i Catalogue of Life.